# Highland (California)
Highland è una città degli Stati Uniti d'America, situata nel sud della California, nella contea di San Bernardino.